# Rheinischer Weg
Der Rheinische Weg ist ein Hauptwanderweg, der im Vereinsgebiet des Sauerländischen Gebirgsvereins liegt. Er besitzt wie alle anderen Hauptwanderstrecken als Wegzeichen das weiße Andreaskreuz X. Er ist der einzige Hauptwanderweg des SGV, der zusätzlich zur Zahl einen Buchstaben trägt. Die Kennung ist 11a.
In Gummersbach-Niederseßmar zweigt der Weg vom Hauptwanderweg 11 ab und führt über Berghausen, Hohkeppel und Herkenrath nach Bergisch Gladbach in die Rheinebene. Mit 55 km Streckenlänge gehört der Weg zu den kürzesten Hauptwanderwegen des SGV. 
Im Jahr 2012 wurde vom SGV entschieden, den Rheinischen Weg zusammen mit weiteren Hauptwanderwegen aufzugeben und nicht mehr nachzumarkieren. 2013 wurde vom SGV bekanntgegeben, dass aufgrund der historischen Bedeutung des Rheinischen Wegs dieser Weg weiterhin als Hauptwanderweg geführt wird.